# Sallum
Sallum, As Sallum o Sollum (àrab: السلوم, as-Sallūm) és una població d'Egipte, situada prop del mar Mediterrani, a l'est de la frontera amb Líbia, i a uns 145 km de Tobruk. Sallum és principalment una comunitat de beduins i un centre comercial regional.

## Història
En època romana era el port de Baranis, i encara ara conserva algunes restes romanes. Durant la Segona Guerra Mundial, el 10è Exèrcit italià, arran de la invasió d'Egipte duta a terme des de Líbia entre Sallum i Sidi Barani, hi bastí una sèrie de fortificacions. Encara ara hi ha un cementiri de víctimes de la Segona Guerra Mundial.
Sallum va ser un lloc idoni de destinació per a observar l'eclipsi de sol del 29 de març de 2006.

## Clima
Segons la classificació de Köppen, Sallum té un clima de desert càlid (BWh), però amb les temperatures temperades pels vents provinents del Mediterrani. Té una temperatura anual mitjana de 20,3 °C, la mitjana de gener és 13,8 °C i la d'agost de 26,4 °C. La pluviometria mitjana anual és de 92 litres (no hi plou gens de juliol a setembre).